# Otaria flavescens
El lobo marino sudamericano (Otaria flavescens, anteriormente clasificado como Otaria byronia), también llamado otario de la Patagonia, lobo marino chusco, lobo marino de un pelo, león marino del sur, león marino sudamericano o simplemente lobo marino o lobo, es  una especie de mamífero pinnípedo de la familia Otariidae.

## Descripción
Son de color pardo oscuro cuando son adultos y negro cuando son jóvenes. Los machos adultos habitualmente pesan unos 300 kg, el doble que las hembras, y poseen una capa de pelo castaño rojizo sobre el cuello. Esta «melena» es la causa de que sean llamados «leones marinos».
Viven en colonias de unos 15 individuos, formadas por el macho, su harén, y unos pocos jóvenes. Durante el verano, en diciembre y enero, se trasladan a parir a sitios protegidos donde se congregan miles de ejemplares. La gestación dura casi un año, pariendo una sola cría. Durante la época de reproducción, los machos entran en combate por el control de su territorio y por las hembras (son muy territoriales entre ellos), y es usual que no se alimenten en ese periodo. Viven entre 25 y 50 años.

## Hábitat
Habita en las costas australes de Sudamérica. En el Pacífico se halla en las costas de Perú y Chile; en las Islas Galápagos  y la Isla de la Plata (Ecuador).  Individuos divagantes han sido observados en islas de Malpelo y Gorgona, en Colombia, así como en Panamá. En el Atlántico habita el litoral del Uruguay y Argentina, así como en los archipiélagos de Malvinas e islas Sandwich del Sur.

## Alimentación
Su comida son peces, pulpos, calamares, pingüinos y otras aves marinas. Comen entre 15 y 25 kg de alimento por día y a su vez, son presas de las orcas y de los tiburones.
El lobo marino común es una especie clave del ecosistema costero desplazándose ampliamente en la plataforma continental. Sin embargo las hembras suelen ser más costeras que los machos en sus desplazamientos.
La dieta se estudió en el norte y centro de Patagonia sobre la base del reconocimientos de otolitos de peces y picos de cefalópodos en contenidos estomacales. Las presas más importantes fueron la merluza (Merluccius hubbsi), la raneya (Raneya fluminensis), los calamares (Illex argentinus y Doryteuthis gahi) y los pulpos (Octopus tehuelchus y Enteroctopus megalocyathus). También se incluye a la anchoíta  (Engraulis anchoita), las nototenias (Patagonotothen cornucola y P. ramsayi), el salmón de mar (Pseudopercis semifasciata), el abadejo (Genypterus blacodes), y varios elasmobranquios. De los crustáceos incluye varias especies, pero no son de importancia, salvo en años de abundancia del langostino (Pleoticus muelleri). Estos resultados indican que el lobo común es una especie oportunista que preda sobre una amplia gama de recursos con una tendencia a predar sobre especies demersales y bentónicas, algunas de ellas de importancia comercial. Entre los parásitos del lobo común se han encontrado nematodes  (Anisakis simplex, Contracaecum ogmorhini, Pseudoterranova decipiens, y Uncinaria sp.); también se hallaron el acantocéfalo (Corynosoma australe), y el cestode  (Diphyllobothrium pacificum).

## Peligro de extinción
El ser humano los cazaba para obtener carne y aceite; pero la principal razón para perseguirlos era que la piel de las crías recién nacidas, llamadas "popos" (del inglés puppy), tiene uso en peletería.
Aunque la explotación directa en la Patagonia haya cesado, los lobos marinos de un pelo interaccionan con todo tipo de pesquerías y de muy diversa forma. Durante la década de 1990 se estimaron tasas de mortalidad en diversos artes de arrastre de fondo y pelágicos. La mortalidad total anual varió entre 150 y 600 individuos.
También interactúa con pesquerías de redes de agalla en la Provincia de Buenos Aires dirigidas a tiburón y corvina, donde consume parte de la captura disminuyendo su valor económico pero no resulta enmallado. También interacciona con la pesca de palangre en el golfo San Matías donde daña la captura y es objeto de persecución por parte de los pescadores. Otro tipo de interacciones con pesquerías es el que se refiere a las específicas o ecológicas y que dan cuenta de los efectos indirectos de la explotación pesquera sobre las presas que son comunes a otros predadores del ecosistema marino.
Siendo el lobo una especie conspicua y abundante en el sistema marino, es susceptible de interaccionar con las pesquerías a través del consumo de presas comunes con la pesquería. Es de esperar que la composición de la dieta de un predador como el lobo cambie si se modifican las abundancias relativas de sus presas; sobre todo considerando que la merluza y el calamar común son las presas más importantes y también constituyen las principales especies blanco de las pesquerías en la región. Por lo tanto, los efectos que las pesquerías produzcan en las abundancias de estas especies, terminarán modificando la dieta de los predadores tope.
Se desarrolló un modelo multiespecífico que incluyó el calamar común, la anchoíta, la merluza y el lobo marino de un pelo en el norte y centro de Patagonia. Los resultados obtenidos indican que existen efectos recíprocos entre las especies incluidas, siendo los más significativos la cosecha de calamar y de merluza, que pueden repercutir negativamente sobre la población del lobo marino según las intensidades de la cosecha.
La población del litoral patagónico se encuentra en expansión aunque no ha recuperado aún su tamaño poblacional original. Los problemas de mortalidad incidental en artes de pesca, si bien han sido evaluados preliminarmente, aún no han sido considerados por el sistema de gestión pesquera. El problema de la fauna acompañante no forma parte del sistema de evaluación de los recursos pesqueros y en los programas de observadores a bordo apenas se evalúan cuestiones relativas a la especie blanco. En cuanto al turismo si bien no puede ser considerado una amenaza o un problema de conservación, como se mencionó más arriba los nuevos asentamientos de lobos marinos se encuentran en zonas de explotación privada, con escasa protección o control por parte de guardafaunas o del sistema de manejo de áreas protegidas.

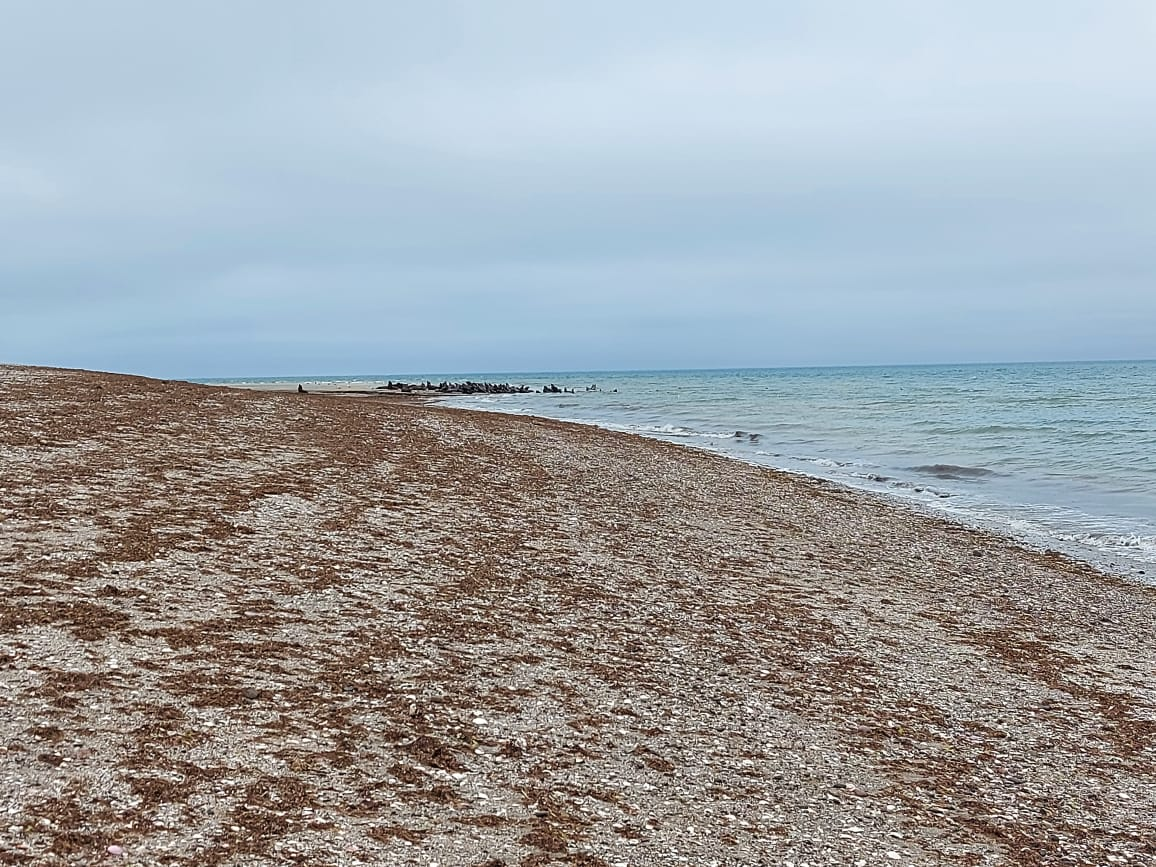
Lobos marinos arribando a su zona de descanso, conocida como Loberia en el Puerto San Antonio Este, provincia de Río Negro.

## Galería de imágenes

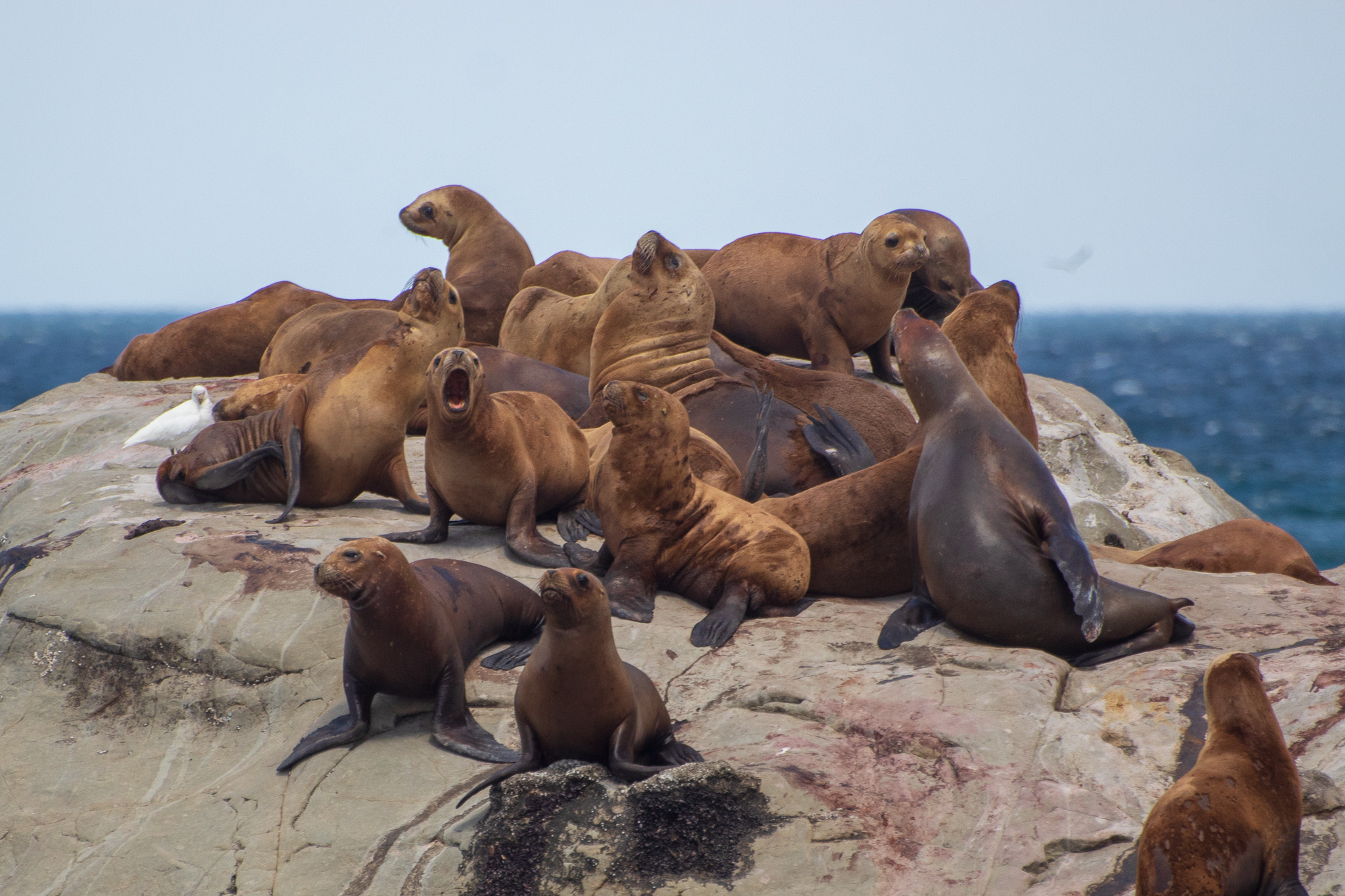
Lobos marinos en Rada Tilly, costa Argentina.
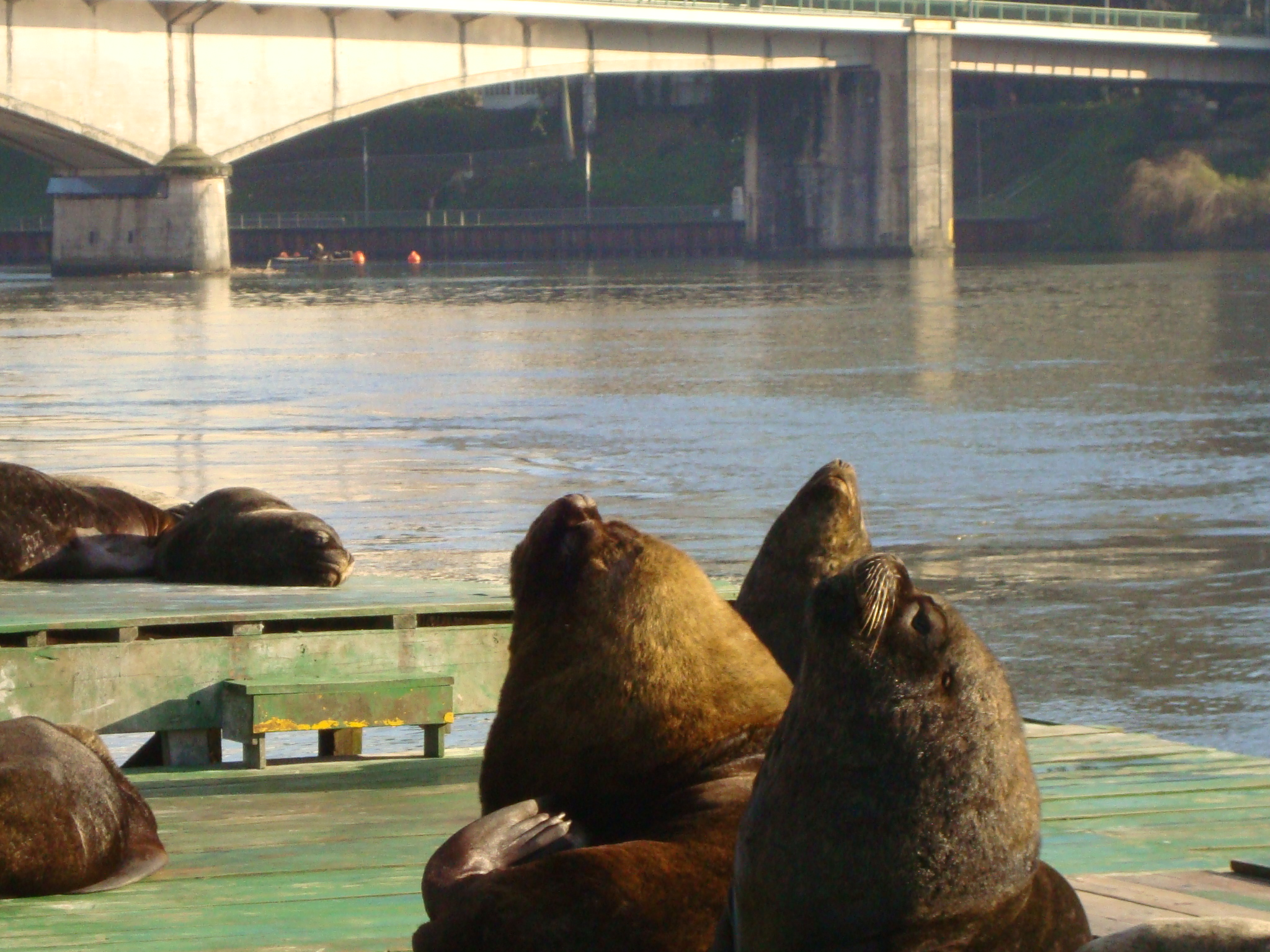
Otaria flavescens en ciudad de Valdivia, Chile.
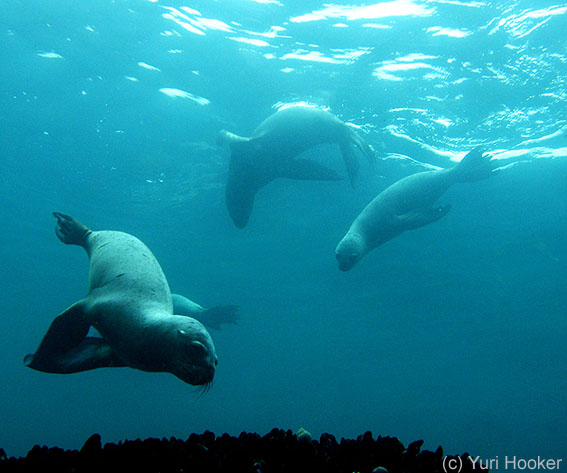
Lobos marinos en la Isla San Gallán.
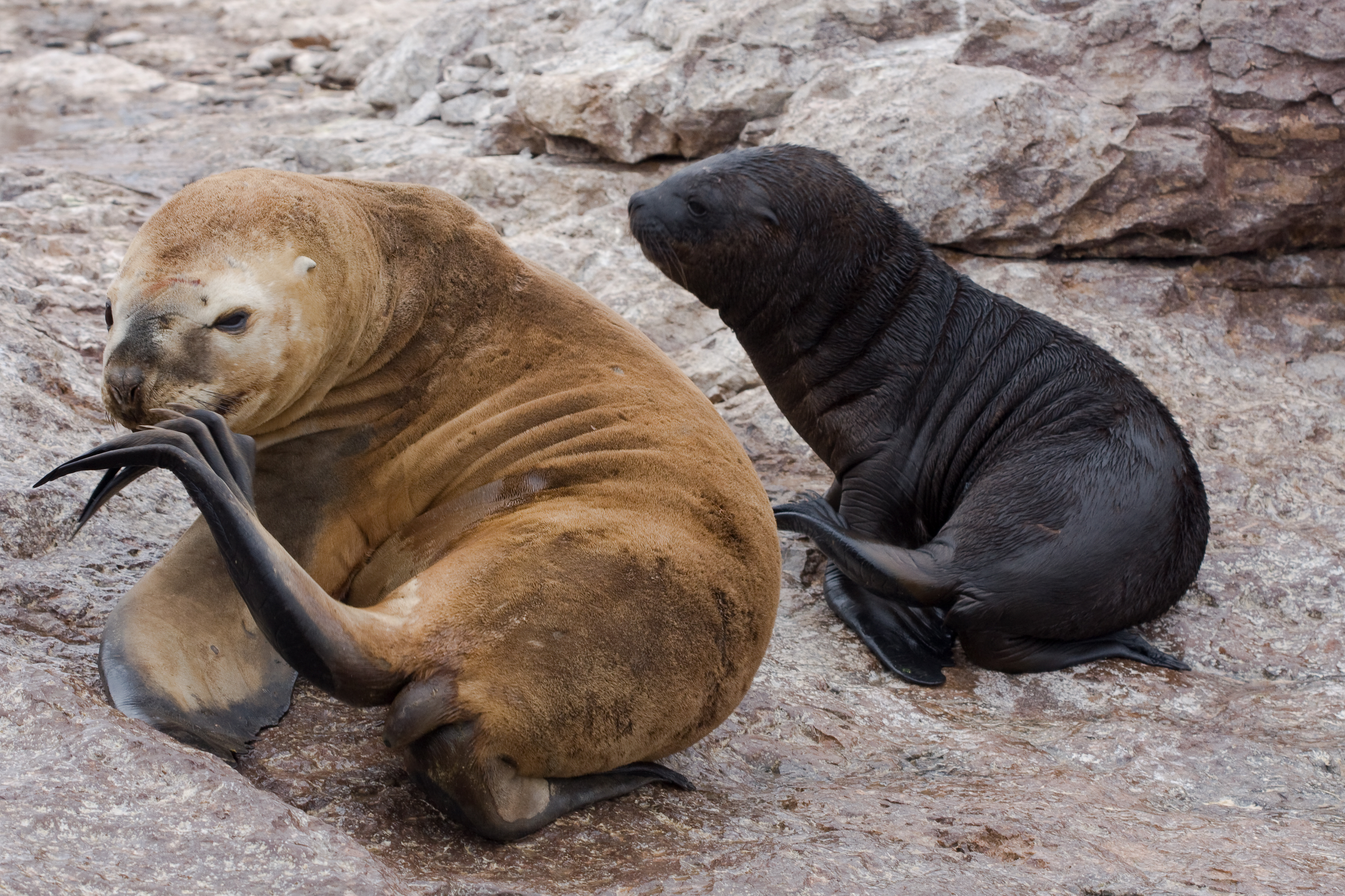
Lobos marinos en la Patagonia.
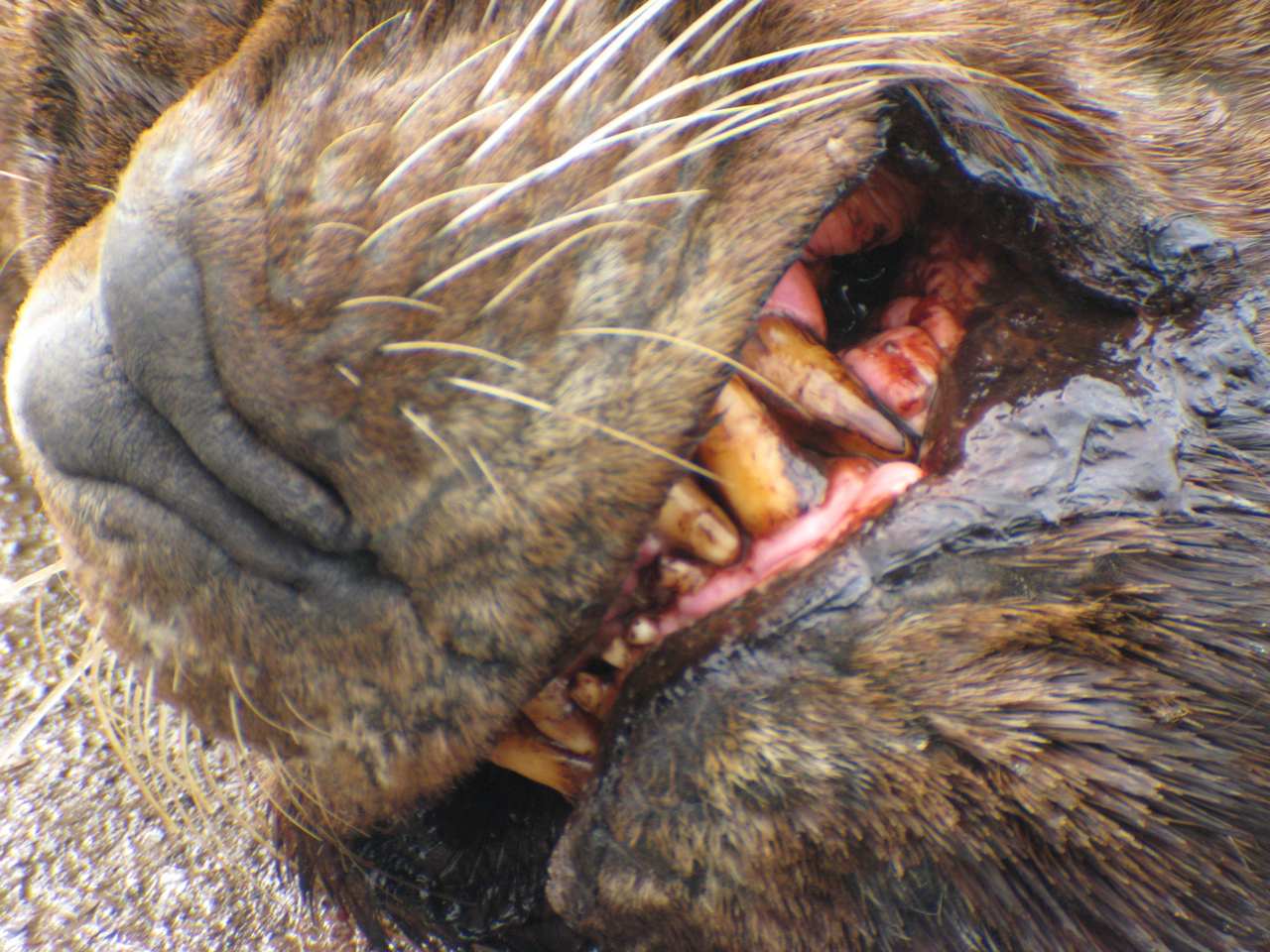
Detalle de la dentadura de un ejemplar en Talcahuano, Chile.
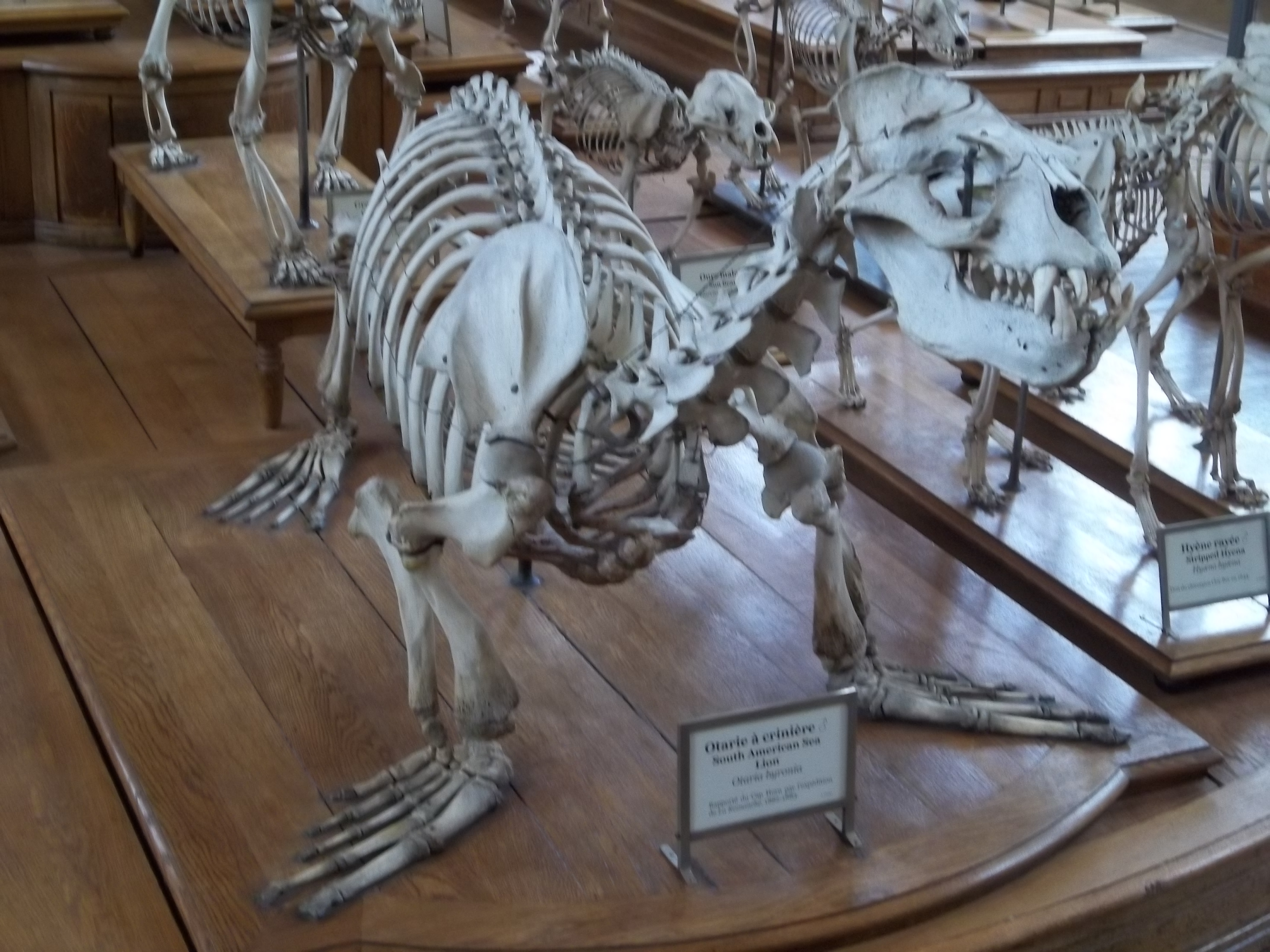
Esqueleto de un lobo marino.
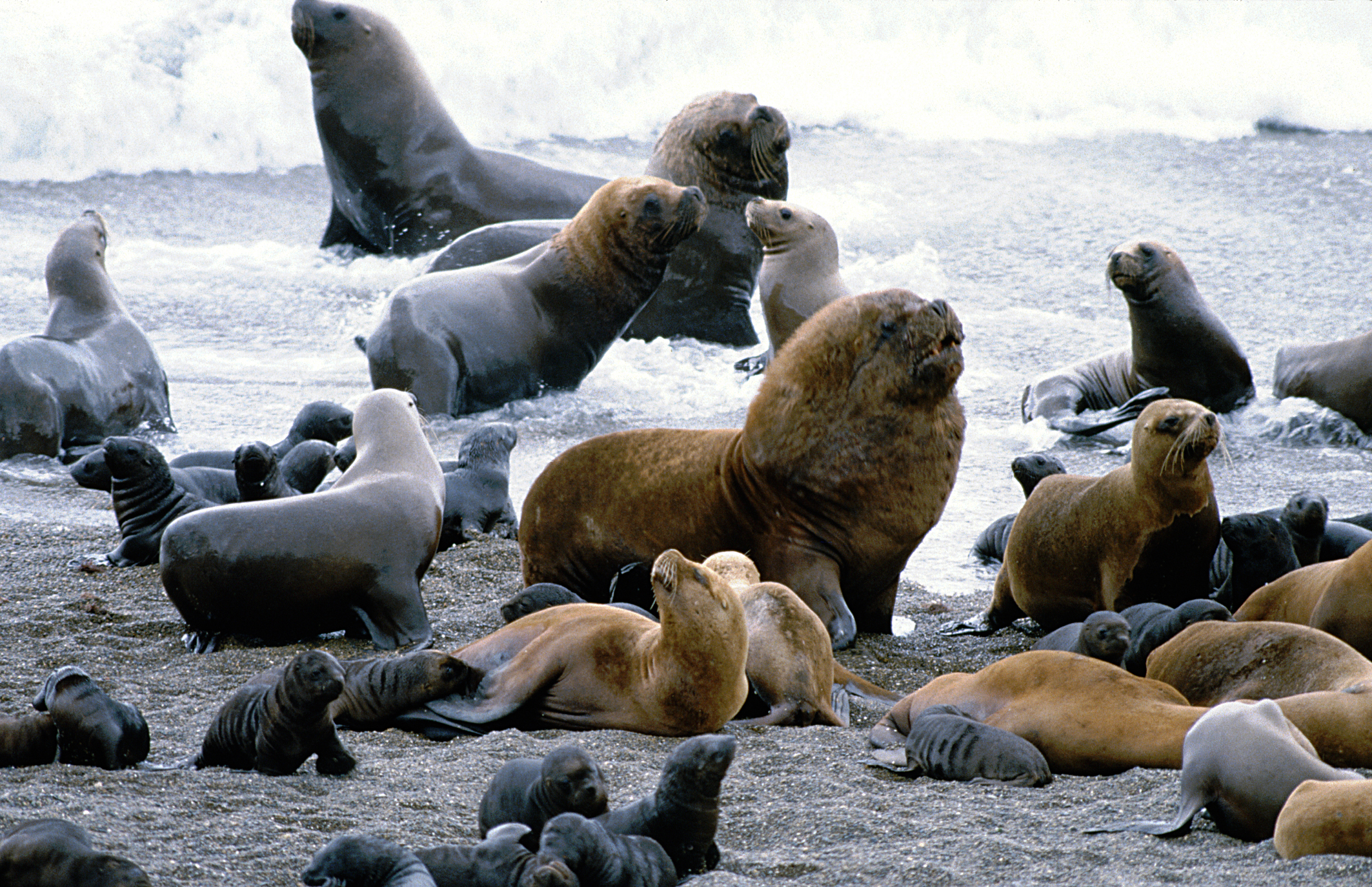
Lobos marinos, machos, hembras, y crías, en la Península de Valdés.
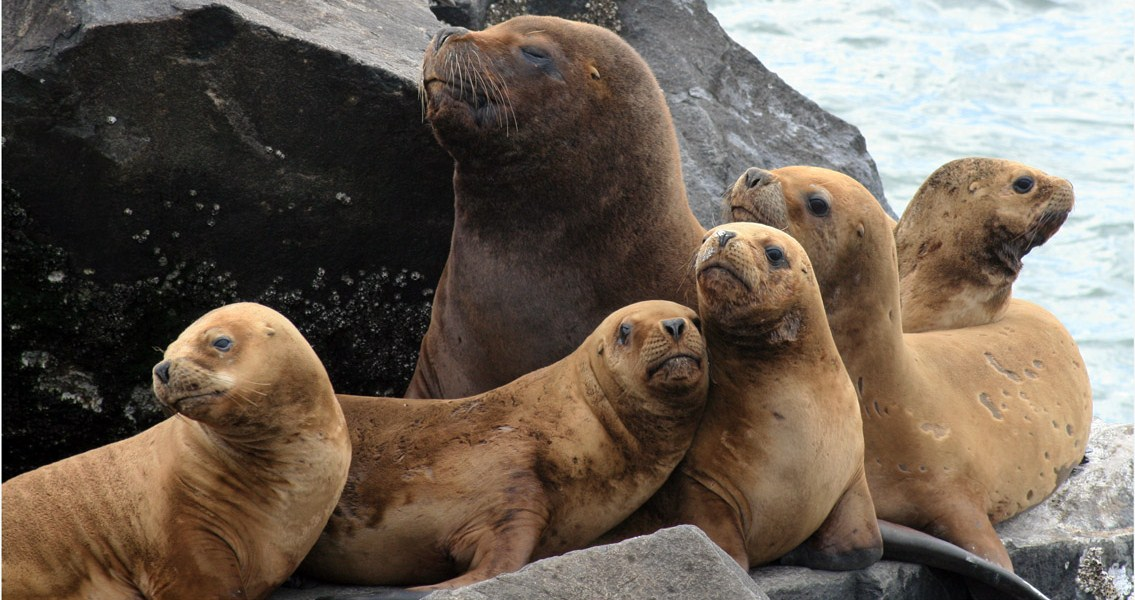
Lobos marinos, un macho subadulto, y hembras jóvenes, en Chubut.
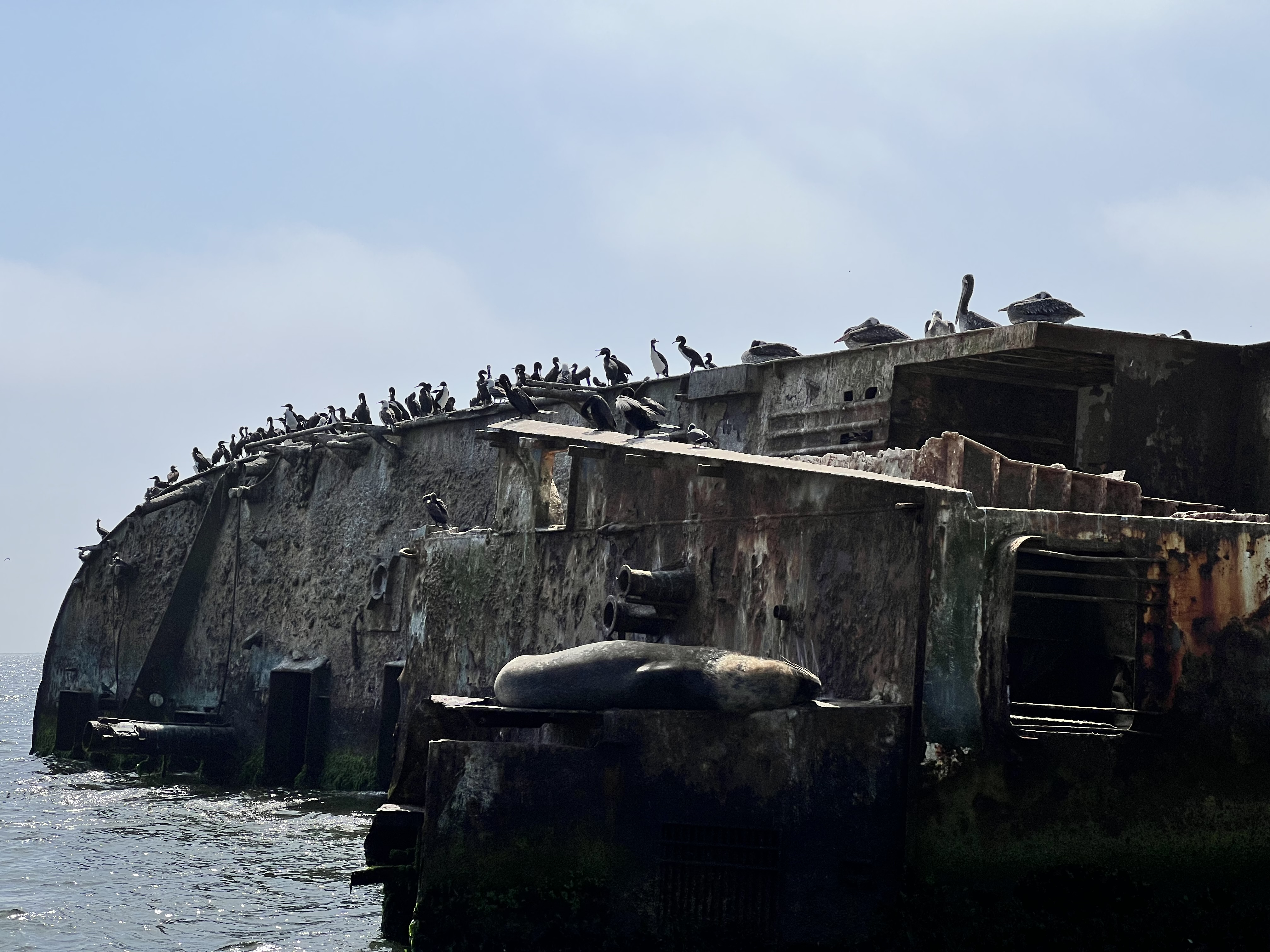
Lobo Marino (debajo) y varias Especies de Aves Guaneras, en Ica Perú